# Tropidonophis hypomelas
Espèce
Synonymes
- Tropidonotus hypomelas Günther, 1877

Statut de conservation UICN

 LC  : Préoccupation mineure
Tropidonophis hypomelas est une espèce de serpents de la famille des Natricidae. 

## Répartition
Cette espèce est endémique de l'archipel Bismarck en Papouasie-Nouvelle-Guinée,.

## Publication originale
- Günther, 1877 : On a collection of reptiles and fishes from Duke of York Island, New Ireland, and New Britain. Proceedings of the Zoological Society of London, vol. 1877, p. 127-132 (texte intégral).